# Preußische EG 502 bis EG 505 Halle
Die EG 502 bis EG 505 Halle waren eine Reihe von vier Elektrolokomotiven die im Rahmen des Elektrifizierungsprogramms der Preußischen  Staatseisenbahnen auf der Versuchsstrecke zwischen Dessau und Bitterfeld im Güterzugdienst erprobt werden sollten.

## Geschichte
Ähnlich wie bei der Lokomotivserie Preußische ES 1 bis ES 3 war für die vier Maschinen EG 502 bis EG 505 die Fahrwerks-, Fahrgestell- und Aufbaukonstruktion seitens der Firma Hanomag, während der elektrische Teil, insbesondere der Motorantrieb und die elektrische Steuerung von jeweils einer anderen Firma gestellt wurde. Die letzteren waren hier die AEG, Felten & Guilleaume, BBC und die Siemens-Schuckert-Werke.
Nach umfangreichen und befriedigenden Versuchsfahrten – unter anderem mit der EG 505 speziell auch für einen vorgesehenen Stadtbahnbetrieb in Berlin – wurden die EG 502, 504 und 505 ab 1912 im regulären Bahndienst eingesetzt. Die EG 503 wurde von Felten & Guilleaume erst 1913 angeliefert, als Grund wird die zeitgleiche Übernahmeprozedur des damaligen F&G-Dynamowerk durch die AEG angegeben.

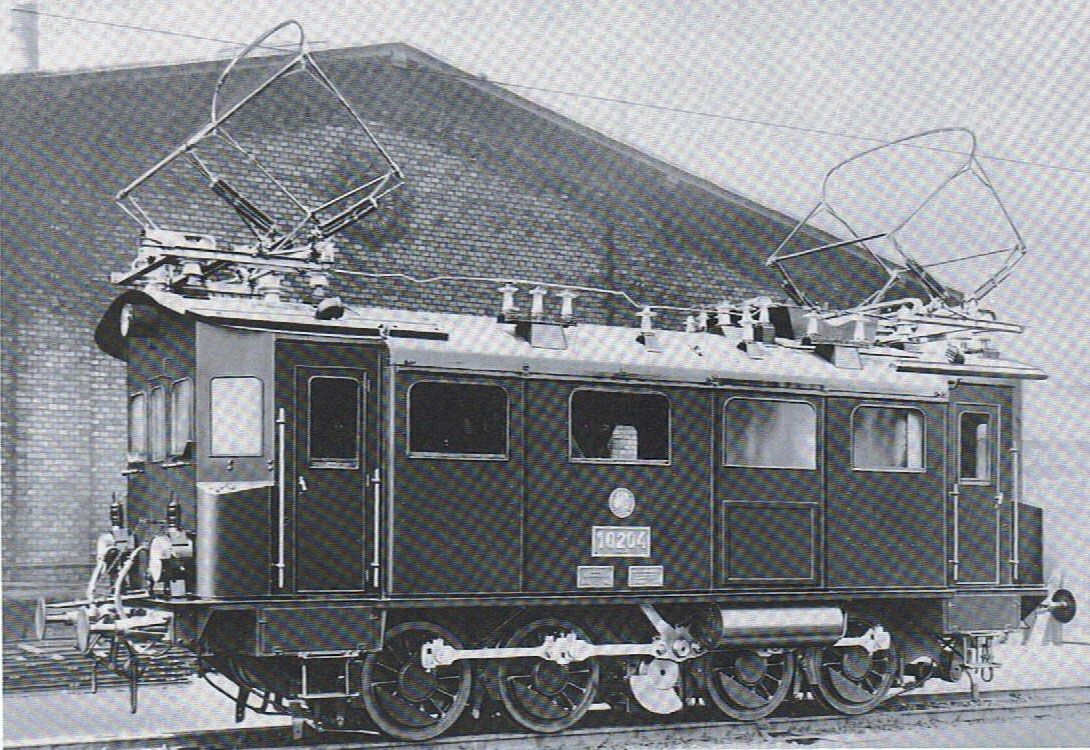
Preußische EG 502

Zu Beginn des Ersten Weltkriegs wurde der elektrische Bahnbetrieb der Eisenbahndirektion Halle eingestellt. Es gibt keinen Nachweis, dass die EG 502 und 505 ab 1915 zum Bw Nieder-Salzbrunn für den Betrieb auf den schlesischen Bahnstrecken zum Einsatz kamen. Es kann davon ausgegangen werden, dass die Lokomotiven gemeinsam mit der EG 503 in Mitteldeutschland bis 1921 abgestellt waren.
EG 504 befand sich seit 1914 im Brown, Boveri & Cie. in Mannheim zum Umbau. Dort befand sie sich auch noch 1918. Nach vorübergehender Überstellung nach Wahren, Rücküberstellung nach Käfertal, Fertigstellung und Probebetrieb auf der Wiesen- und Wehratalbahn kam sie im Herbst 1920 zurück nach Wahren.
Für die zwischenzeitlich gestiegenen Anforderungen erwiesen sich die EG 502 bis 505 nunmehr als zu schwach und wurden zwischen 1921 und 1923 an die Reichsbahndirektion Karlsruhe zum Betrieb auf der Wiesen- und Wehratalbahn abgegeben. Als letzte folgte die EG 505 im April 1923.